# Протести на площад Тиенанмън
Протестите на площад Тиенанмън, известни в Китай като Събитията от 4 юни (на китайски: 六四事件) или Инцидента на площад Тиенанмън, са серия студентски протести, провели се на площад Тиенанмън в Пекин през 1989 г. Протестите започват на 15 април и са насилствено смазани на 4 юни, когато правителството обявява военно положение и изпраща войски, които да окупират централните части на Пекин. В последвалото клане войници с автомати и танкове откриват огън по демонстрантите и по тези, опитващи се да спрат настъплението на армията към площад Тиенанмън. Оценките за броя на жертвите варира от стотици до хиляди.
Разпалени от смъртта на прореформисткия комунистически генерален секретар Ху Яобан през април 1989 г. и на фона на бързия икономически растеж и социални промени в Китай след Мао Дзъдун, протестите отразяват тревогата на общественото съзнание относно бъдещето на страната. Реформите през 1980-те години в страната водят до развиването на пазарна икономика, която е благоприятна за някои хора, но вредна за други, а еднопартийната политическа система се изправя пред оспорване на легитимността ѝ. Недоволството по това време най-често засяга инфлацията, корупцията, ограничената подготовка на висшистите за новата икономика и забраните за политическо участие. Студентите призовават за по-голяма отчетност, надлежен конституционен процес, демокрация, свобода на пресата и свобода на словото, макар като цяло да са неорганизирани и целите им да варират. В пика на протестите, около 1 милион души се събират на площада.
С развиването на протестите властите отговарят както с помирителни, така и с твърди тактики, като по този начин се разкриват дълбоките разногласия в партийното ръководство. Към май 1989 г. студентска гладна стачка набира подкрепа за демонстрациите из страната, а протестите вече се разпростират из 400 града. В крайна сметка, Дън Сяопин и съмишлениците му от ККП възприемат протестите за политическа заплаха и решават да прибегнат до използването на сила. Държавният съвет обявява военно положение на 20 май и мобилизира 300 000 войници към Пекин. Войските се насочват към централните части на Пекин по пътните артерии на града сутринта на 4 юни, като по пътя си убиват както демонстранти, така и странични наблюдатели.
Международната общност, организации за човешки права и политически анализатори осъждат действията на китайското правителство за сътвореното клане. Впоследствие, западните страни налагат оръжейно ембарго на Китай. Правителството на Китай предприема мащабни арести на протестиращи и поддръжниците им, потиска останалите протести из Китай, изгонва чуждестранни журналисти, строго контролира медийното отразяване на събитията, подсилва полицията и вътрешните сили за безопасност и понижава или отстранява държавни служители, които симпатизират на протестиращите. Потискането на протестите на практика слага край на политиките на либерализация от 1980-те години. Събитията на площад Тиенанмън и до днес се считат за преломен момент в историята на съвременен Китай, тествайки границите на политическата свобода в Китай. В днешно време, те като цяло се свързват с въпроса за легитимността на управлението на комунистическата партия и остават една от най-чувствителните и най-цензурираните теми в Китай.